# Бюнямин Хасан
Бюнямин Хюсеин Хасан е български политик. Народен представител от ДПС в XLII и XLIII народно събрание, и от коалиция „ПП – ДБ“ в XLIX народно събрание.

## Биография
Бюнямин Хасан е роден на 23 ноември 1963 г. в село Байково, Народна република България. Завършва специалност „Българска филология“ в Шуменски университет „Епископ Константин Преславски“. В периода от 2001 до 2003 г. работи като консултант в „Шуменско пиво“ АД.

## Политическа дейност
До 2001 г. е заместник областен управител от ДПС на област Шумен. От 2004 до 2011 г. е секретар на община Хитрино, а през ноември 2011 г. е избран за заместник-кмет на общината. През 2015 г. е избран за председател на ДПС в община Шумен. През 2017 г. кметът на община Хитрино – Нуридин Исмаил, е изключен от ДПС заради близостта си с Бойко Борисов, а заедно с него партията напуска и Бюнямин Хасан.
През ноември 2013 г. става народен представител от ДПС, като заема мястото на Христо Бисеров, който подава оставка и напуска ръководството на ДПС.
На парламентарните избори през 2023 г. е кандидат за народен представител от листата на коалиция „ПП – ДБ“, 2-ри в 30 МИР Шумен.